# بالرود (زيلايي)
بالرود (بالفارسية: بالرود) هي قرية تقع في إيران في قسم زیلایی الريفي. يقدر عدد سكانها بـ 452 نسمة .